# Collotheca minuta
Collotheca minuta är en hjuldjursart som först beskrevs av Colin Milne 1905.  Collotheca minuta ingår i släktet Collotheca och familjen Collothecidae. Inga underarter finns listade i Catalogue of Life.